# Trausdorf an der Wulka
Trausdorf an der Wulka (kroatisch Trajštof; ungarisch Darázsfalu, Darázsfalva) ist eine Gemeinde mit 2156 Einwohnern (Stand 1. Jänner 2024) im Burgenland im Bezirk Eisenstadt-Umgebung in Österreich. Der ungarische Ortsname der Gemeinde ist Darázsfalu. Die Gemeinde zählt zum Siedlungsgebiet der burgenlandkroatischen Volksgruppe.

## Geografie
Die Gemeinde liegt im nördlichen Burgenland am Fluss Wulka, nahe der Landeshauptstadt Eisenstadt. Trausdorf an der Wulka ist der einzige Ort in der Gemeinde. Im Gemeindegebiet befinden sich die Ortslagen Esterhazy'sche Feriensiedlung, Perger-Feriensiedlung und Trausdorfer-Feriensiedlungen sowie weitere Einzellagen.
Nachbargemeinden:
| Eisenstadt |                                             | Oslip                           |
|            | Kompassrose, die auf Nachbargemeinden zeigt | Sankt Margarethen im Burgenland |
|            | Siegendorf                                  |                                 |

## Geschichte
Vor Christi Geburt war das Gebiet Teil des keltischen Königreiches Noricum und gehörte zur Umgebung der keltischen Höhensiedlung Burg auf dem Schwarzenbacher Burgberg.
Später unter den Römern lag das heutige Trausdorf dann in der Provinz Pannonia.
Der Ort wurde 1529 und 1532 von den Türken zerstört. Danach erfolgte eine Neubesiedlung durch Kroaten.

Trausdorf (am Rand rechts auf Position 3 Uhr) um 1873 (Aufnahmeblatt der Landesaufnahme)

Trausdorf an der Wulka gehörte, wie das gesamte Burgenland, bis 1920/21 zu Ungarn (Deutsch-Westungarn). Seit 1898 musste aufgrund der Magyarisierungspolitik der  Regierung in Budapest der ungarische Ortsname Darázsfalu verwendet werden. Nach Ende des Ersten Weltkriegs wurde nach zähen Verhandlungen Deutsch-Westungarn in den Verträgen von St. Germain und Trianon 1919 Österreich zugesprochen. Der Ort gehört seit 1921 zum neu gegründeten Bundesland Burgenland (siehe auch Geschichte des Burgenlandes).
Im Jahr 1936 errichtete das Bundesheer einen Flugplatz. Dieser wurde nach dem Anschluss Österreichs im März 1938 von der Wehrmacht übernommen und bis Kriegsende genutzt. Anschließend wurde der Flugbetrieb eingestellt. 1957 nahm der Union Sportflieger Club seinen Flugbetrieb auf dem für Klein- und Segelflugzeuge zugelassenen Flugplatz auf. Es gab zwei Landebahnen mit 1.100 und 800 Metern Länge. Dazu wurden Gründe der Urbarialgemeinde gepachtet. Es wurden Hangars, ein Tower und eine Nachtflugeinrichtung errichtet; der Flugbetrieb nahm zu. Wegen Lärmbelästigung wurde der Pachtvertrag nicht mehr verlängert. So kam es nach jahrelangem Rechtsstreit 1994 zur kompletten Schließung des Platzes.
Papst Johannes Paul II. feierte auf dem Platz am 24. Juni 1988 mit rund 100.000 Menschen einen Gottesdienst.

## Kultur und Sehenswürdigkeiten

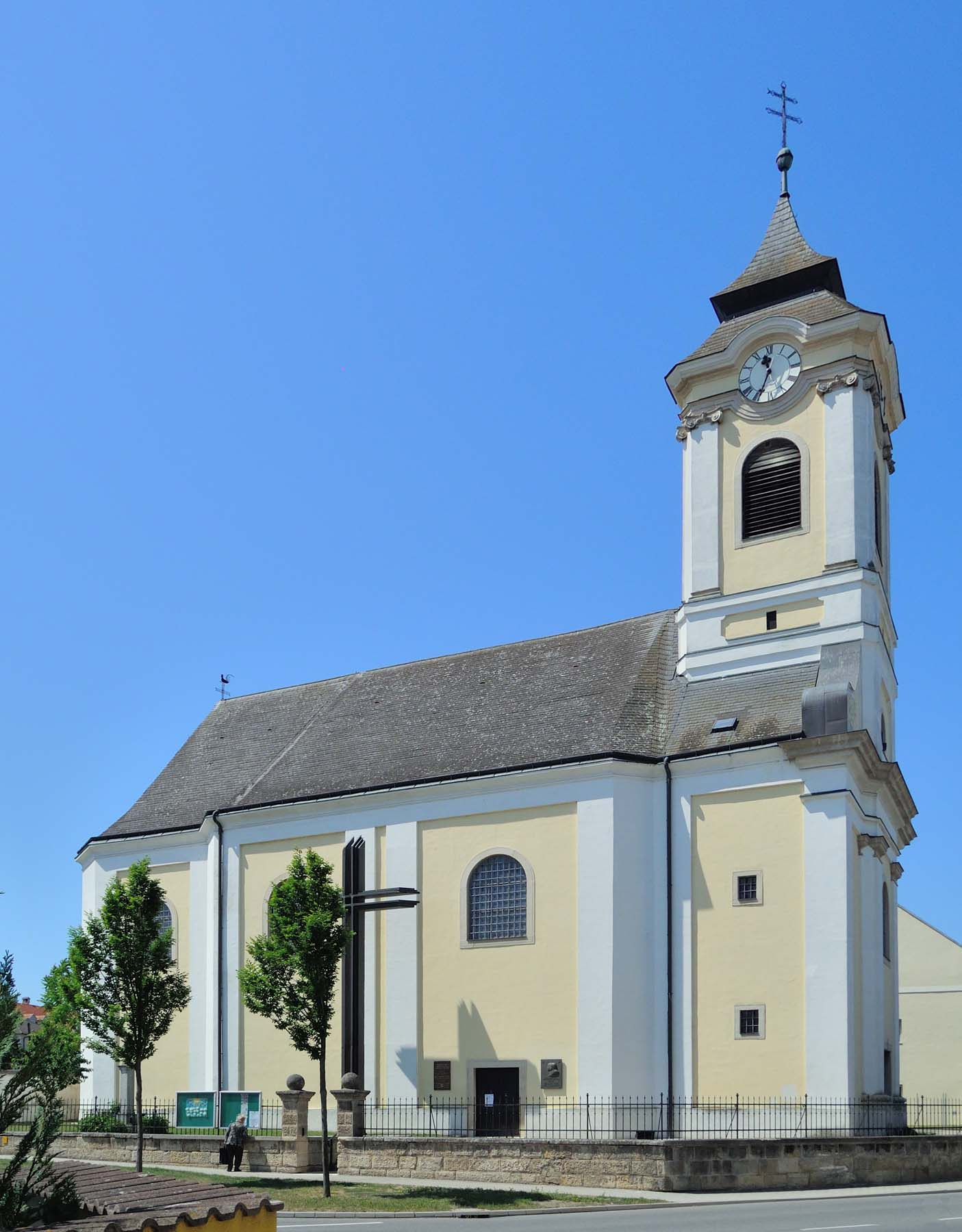
Pfarrkirche Trausdorf an der Wulka

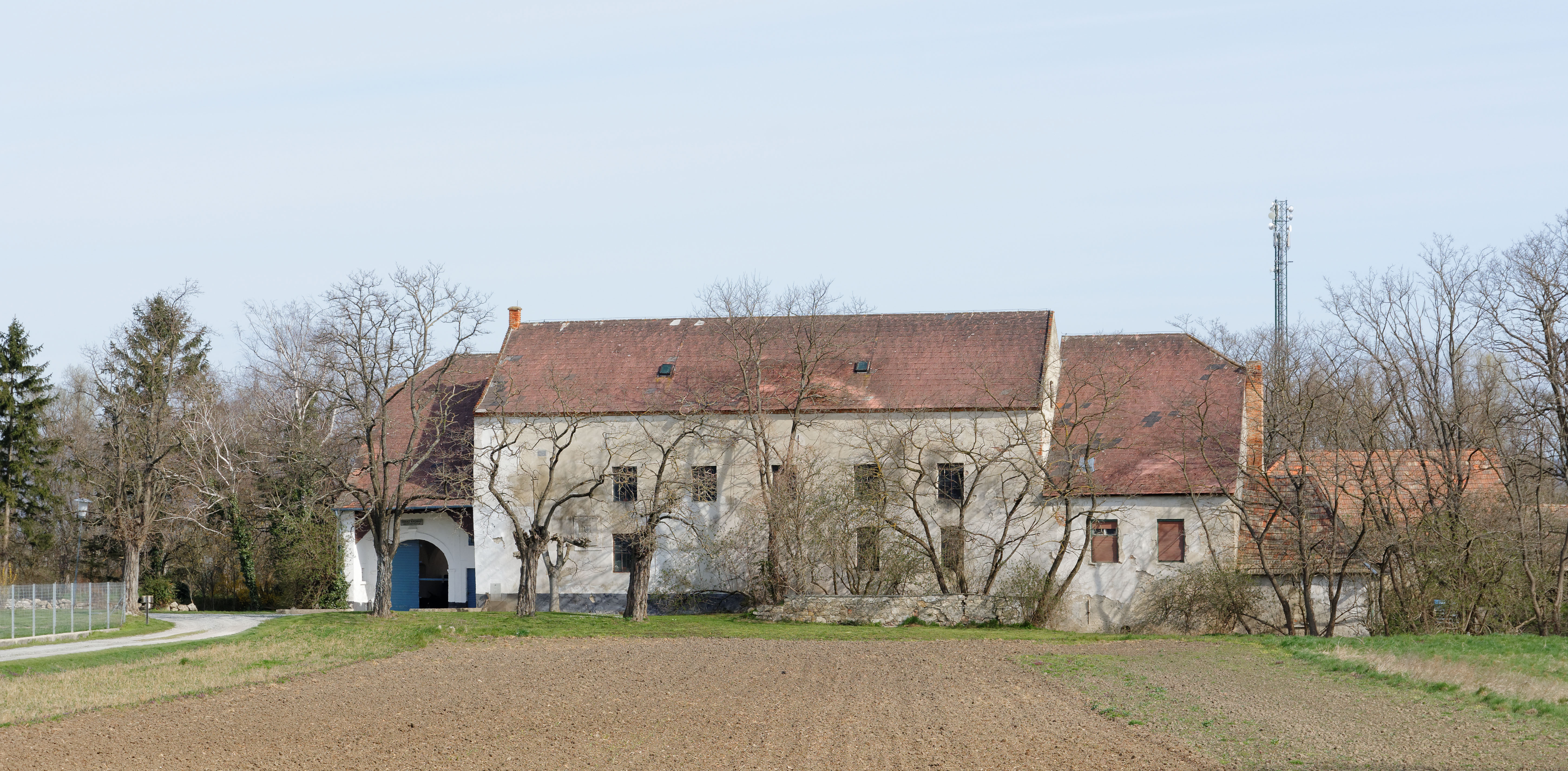
Denkmalgeschützte Weingartenmühle

- Ortsbild: Trausdorf an der Wulka ist ein typischer Weinbauort, dessen Ortsbild durch alte Häuser mit weißen Giebelfassaden und Buschenschanken geprägt ist.
- Pfarrkirche Trausdorf an der Wulka: Die Pfarrkirche von Trausdorf ist ein 1767 errichtetes Rokoko-Bauwerk mit einer Mariensäule aus dem Jahr 1642 und einem neobarocken Hochaltar aus dem Jahr 1897.
- Pestsäule: errichtet 1680
- Dreifaltigkeitssäule: errichtet 1838
- Sühnekreuz
- Im Jahr 2016 gründeten die einheimischen Kroaten eine Frauenklapa ”Evo nas”[3]

## Wirtschaft und Infrastruktur

### Öffentliche Einrichtungen
Die Freiwillige Feuerwehr Trausdorf wurde im Jahre 1889 gegründet. Bereits bei der Gründung besaß die Freiwillige Feuerwehr eine eigene Handdruckspritze. Diese wurde im alten Spritzenhaus in der Oberen Hauptstraße untergebracht. Im Jahre 1968 wurde in der Magdalenagasse ein neues Feuerwehrhaus errichtet und das alte Spritzenhaus 1975 abgerissen. Das erste Tanklöschfahrzeug wurde 1977 mit Unterstützung der Gemeinde und der Landesregierung angekauft. Später erhielt die Feuerwehr ein Kleinlöschfahrzeug. Im Jahre 1993 wurde am selben Standort ein neues Feuerwehrhaus gebaut. In den Folgejahren wurden ein neues modernes Tanklöschfahrzeug sowie ein Kleinlöschfahrzeug angeschafft. Die Feuerwehr Trausdorf besitzt ein Bergeset zur Befreiung von eingeklemmten Fahrzeuginsassen in Unfallwracks.
Die Feuerwehr stellt jedes Jahr einige Brandsicherheitswachen bei den Seefestspielen in Mörbisch und bei den Opernfestspielen in St. Margarethen.

## Politik

### Gemeinderat

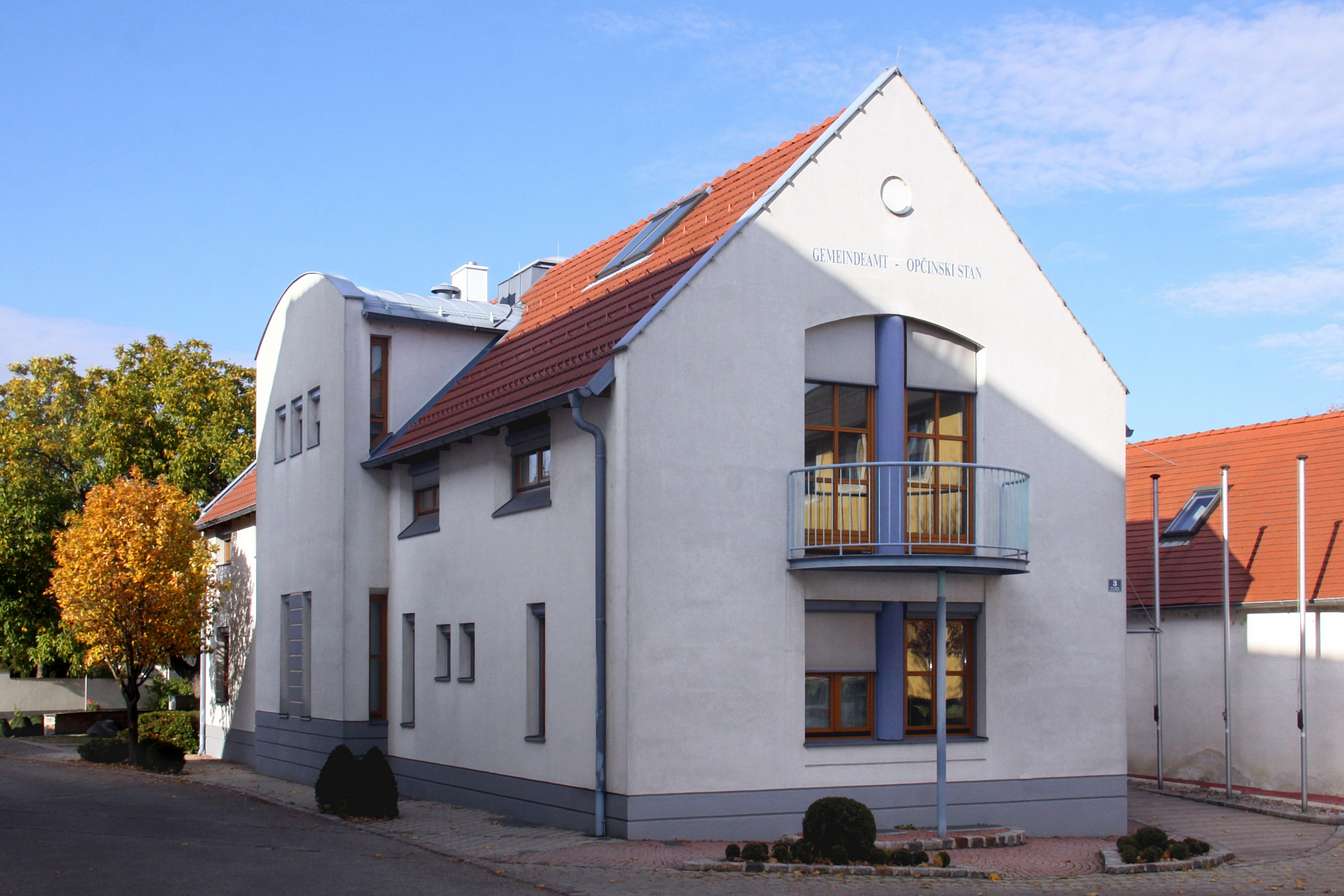
Gemeindeamt Trausdorf an der Wulka

Der Gemeinderat umfasst aufgrund der Einwohnerzahl insgesamt 21 Mitglieder.
| Partei          | 2022             | 2022             | 2022             | 2017             | 2017             | 2017             | 2012             | 2012             | 2012             | 2007             | 2007             | 2007             | 2002             | 2002             | 2002             | 1997             | 1997             | 1997             |
| Partei          | Sti.             | %                | M.               | Sti.             | %                | M.               | Sti.             | %                | M.               | Sti.             | %                | M.               | Sti.             | %                | M.               | Sti.             | %                | M.               |
| --------------- | ---------------- | ---------------- | ---------------- | ---------------- | ---------------- | ---------------- | ---------------- | ---------------- | ---------------- | ---------------- | ---------------- | ---------------- | ---------------- | ---------------- | ---------------- | ---------------- | ---------------- | ---------------- |
| SPÖ             | 1003             | 73,59            | 16               | 863              | 61,91            | 14               | 726              | 56,32            | 13               | 721              | 57,63            | 13               | 646              | 54,65            | 12               | 529              | 46,49            | 9                |
| ÖVP             | 360              | 26,41            | 5                | 350              | 25,11            | 6                | 385              | 29,87            | 7                | 389              | 31,10            | 7                | 394              | 33,33            | 7                | 408              | 35,85            | 7                |
| FPÖ             | nicht kandidiert | nicht kandidiert | nicht kandidiert | 90               | 6,46             | 1                | 37               | 2,87             | 0                | 39               | 3,12             | 0                | 31               | 2,62             | 0                | 62               | 5,45             | 1                |
| PULT A1         | nicht kandidiert | nicht kandidiert | nicht kandidiert | 57               | 4,09             | 0                | 87               | 6,75             | 1                | 85               | 6,79             | 1                | 59               | 4,99             | 1                | 81               | 7,12             | 1                |
| NEOS            | nicht kandidiert | nicht kandidiert | nicht kandidiert | 34               | 2,44             | 0                | nicht kandidiert | nicht kandidiert | nicht kandidiert | nicht kandidiert | nicht kandidiert | nicht kandidiert | nicht kandidiert | nicht kandidiert | nicht kandidiert | nicht kandidiert | nicht kandidiert | nicht kandidiert |
| Grüne           | nicht kandidiert | nicht kandidiert | nicht kandidiert | nicht kandidiert | nicht kandidiert | nicht kandidiert | 54               | 4,19             | 0                | nicht kandidiert | nicht kandidiert | nicht kandidiert | nicht kandidiert | nicht kandidiert | nicht kandidiert | nicht kandidiert | nicht kandidiert | nicht kandidiert |
| FBL             | nicht kandidiert | nicht kandidiert | nicht kandidiert | nicht kandidiert | nicht kandidiert | nicht kandidiert | nicht kandidiert | nicht kandidiert | nicht kandidiert | 17               | 1,36             | 0                | nicht kandidiert | nicht kandidiert | nicht kandidiert | nicht kandidiert | nicht kandidiert | nicht kandidiert |
| SELO            | nicht kandidiert | nicht kandidiert | nicht kandidiert | nicht kandidiert | nicht kandidiert | nicht kandidiert | nicht kandidiert | nicht kandidiert | nicht kandidiert | nicht kandidiert | nicht kandidiert | nicht kandidiert | 52               | 4,40             | 1                | 58               | 5,10             | 1                |
| Wahlberechtigte | 1884             | 1884             | 1884             | 1764             | 1764             | 1764             | 1663             | 1663             | 1663             | 1627             | 1627             | 1627             | 1526             | 1526             | 1526             | 1397             | 1397             | 1397             |
| Wahlbeteiligung | 76,49 %          | 76,49 %          | 76,49 %          | 82,94 %          | 82,94 %          | 82,94 %          | 83,76 %          | 83,76 %          | 83,76 %          | 83,65 %          | 83,65 %          | 83,65 %          | 85,78 %          | 85,78 %          | 85,78 %          | 88,26 %          | 88,26 %          | 88,26 %          |

### Gemeindevorstand
Neben Bürgermeister Andreas Rotpuller und Vizebürgermeister Robert Hergovich gehören Günter Karlich, Jürgen Nagl, Iris Peck und Christoph Windisch (alle SPÖ) dem Gemeindevorstand an.

### Bürgermeister
Bei der Bürgermeisterdirektwahl am 1. Oktober 2017 wurde Viktor Hergovich (SPÖ) mit 71,19 % der Stimmen in seinem Amt bestätigt. Seine beiden Mitbewerber Alfred Handschuh (ÖVP) und Benjamin Gludovacz (FPÖ) kamen auf 23,70 % bzw. 5,11 %. In der konstituierenden Sitzung des Gemeinderats am 16. Oktober 2017 wurde Andreas Rotpuller (SPÖ) zum Vizebürgermeister gewählt.
Bei der Wahl 2022 wurde Andreas Rotpuller (SPÖ) mit 75,23 Prozent der Stimmen im ersten Wahlgang zum Bürgermeister gewählt.

### Wappen
|  | Blasonierung: Im roten Schild auf einem Sockel, der die Jahreszahl 1546 trägt, ein Blumentopf, aus dem ein Ast mit drei Rosen hervorwächst. Das Wappen wurde am 7. Mai 1996 verliehen. |

## Persönlichkeiten
- Ralf Egger (1938–2018), Maler, lebte von 1971 bis 2007 in Trausdorf
- Helmut Gekle (* 1959), Autor, lebt seit 2006 in Trausdorf
- Robert Hergovich (* 1976), Politiker (SPÖ), erster Landtagspräsident des Burgenländischen Landtags, Gemeindevorstand in Trausdorf
- Barbara Karlich (* 1969), Fernsehmoderatorin, Journalistin und Publizistin, wuchs in Trausdorf auf